# Teurel (Kolumbia)
Teurel – miasto w Kolumbii, w departamencie Huila.